# IPhone 5s
iPhone 5s — смартфон корпорации Apple, представляет седьмое поколение iPhone и является преемником iPhone 5. Работает на операционной системе iOS 7 (первоначально, поддерживает обновление до iOS 12), содержит 64-битный процессор Apple A7 (ARMv8), сопроцессор Apple M7 и сканер отпечатков пальцев (Touch ID), встроенный в кнопку Домой (чуть ниже экрана). Выполнен в трёх цветовых решениях («серый космос», серебристый и золотой), в отличие от iPhone 5 (чёрный и белый) и iPhone 5c (пять цветовых вариантов, но поликарбонатный корпус).
Был представлен 10 сентября 2013 года, одновременно с iPhone 5c.
Продажи в США и ещё восьми странах, включая Китай, стартовали 20 сентября. Стоимость телефона без контракта в зависимости от объёма флеш-памяти: в США — 649—849 долларов, в Европе — 699—899 евро.
В России и других странах «второй волны» продажа началась 25 октября. 1 ноября началась продажа устройств в странах «третьей волны». Изначально, стоимость устройства в России составляла около 30 тысяч рублей за версию с 16GB, 35 тысяч за 32GB, и 40 тысяч за 64GB.
Стоимость аппаратов в России в рублевом выражении была изменена Apple в сторону повышения в декабре 2014 в ходе российского валютного кризиса 2014 года.
iPhone 5S получил крайне положительный прием от рецензентов и комментаторов. Уолт Моссберг из компании All Things Digital дал телефону положительный отзыв, заявив, что Touch ID звучит как трюк, но это настоящий шаг вперед, самый большой шаг в биометрической аутентификации для повседневных устройств, и назвал его лучшим смартфоном на рынке.

## Спецификации
Приводятся по данным Apple.

### Дизайн
Корпус из алюминия и стекла.
Задняя панель iPhone 5s сделана из анодированного алюминия, материала, ранее использованного для изготовления корпусов ноутбуков Apple. Внутренние слои в верхней и нижней части задней панели изготовлены из стеклокерамики (на моделях с золотистым и серебристым корпусом) или цветного стекла (на модели цвета Space Gray(«Серый космос»)).

### Беспроводные сети
В зависимости от поддержки сотовых сетей, выпущены несколько моделей:
- Модель A1533 (GSM): UMTS/HSPA+/DC-HSDPA (850, 900, 1700/2100, 1900, 2100 MHz); GSM/EDGE (850, 900, 1800, 1900 MHz); LTE (Bands 1, 2, 3, 4, 5, 8, 13, 17, 19, 20, 25)
- Модель A1533 (CDMA): CDMA EV-DO Rev. A and Rev. B (800, 1700/2100, 1900, 2100 MHz); UMTS/HSPA+/DC-HSDPA (850, 900, 1700/2100, 1900, 2100 MHz); GSM/EDGE (850, 900, 1800, 1900 MHz); LTE (Bands 1, 2, 3, 4, 5, 8, 13, 17, 19, 20, 25)
- Модель A1453: CDMA EV-DO Rev. A and Rev. B (800, 1700/2100, 1900, 2100 MHz); UMTS/HSPA+/DC-HSDPA (850, 900, 1700/2100, 1900, 2100 MHz); GSM/EDGE (850, 900, 1800, 1900 MHz); LTE (Bands 1, 2, 3, 4, 5, 8, 13, 17, 18, 19, 20, 25, 26)
- Модель A1457: UMTS/HSPA+/DC-HSDPA (850, 900, 1900, 2100 MHz); GSM/EDGE (850, 900, 1800, 1900 MHz); LTE (Bands 1, 2, 3, 5, 7, 8, 20)
- Модель A1530: UMTS/HSPA+/DC-HSDPA (850, 900, 1900, 2100 MHz); GSM/EDGE (850, 900, 1800, 1900 MHz); FDD-LTE (Bands 1, 2, 3, 5, 7, 8, 20); TD-LTE (Bands 38, 39, 40)

Все модели дополнительно поддерживают беспроводные сети:
- 802.11a/b/g/n Wi-Fi (2,4 и 5 ГГц)
- Bluetooth 4.0

### Средства определения местонахождения
- GPS (с технологией Assisted GPS) и ГЛОНАСС[11]
- Цифровой компас
- По названиям Wi-Fi-сетей
- По идентификаторам сотовых вышек и мощности их сигналов

### Дисплей
- Широкоформатный сенсорный дисплей Retina с диагональю 4 дюйма
- Поддержка Multi-Touch
- Разрешение 1136×640 пикселей, 326 пикселей/дюйм (727040 пикселей)
- Контрастность 800:1 (стандартная)
- Яркость до 500 кд/м² (стандартная)
- Олеофобное покрытие, устойчивое к появлению отпечатков пальцев, на передней панели
- Поддержка одновременного отображения нескольких языков и наборов символов

### Камера, фото и видео
Основная камера:
- 8-мегапиксельная камера iSight, пиксель с линейным размером 1,5 мкм
- Диафрагма ƒ/2.2
- Входное окно защищено вставкой из сапфирового кристалла
- Вспышка из двух светодиодов (один белый, другой жёлтый)
- Фотоматрица с обратной засветкой
- Пятиэлементная линза
- Гибридный ИК-фильтр
- Автофокусировка
- Фокусировка касанием
- Распознавание лиц на фотографиях
- Панорамная съёмка
- Серийная съёмка
- Замедленная съёмка
- Привязка фотографий и видео к месту съёмки
- Запись видео, FullHD 1080p до 30 кадров/с; 720p до 120 кадров/с (только в режиме Slow-mo video)
- Стабилизация видео
- Возможность фотографирования во время съёмки видео
- Трёхкратное увеличение при съёмке видео

Фронтальная камера:
- 1,2-мегапиксельная фронтальная камера FaceTime для видеозвонков между устройствами Apple и для обычной фото- и видеосъёмки.
- Запись видео с фронтальной камеры: HD 720p до 30 кадров/с с аудио

### Питание и аккумулятор
- Встроенный литий-ионный аккумулятор ёмкостью 1560 mAh. Напряжение — 3,8 вольт[3].
- Зарядка через USB от компьютера или адаптера питания

По заявлению Apple, время работы от одной зарядки составляет при разных вариантах использования от 8 до 250 часов:
| Использование                | Время, ч |
| ---------------------------- | -------- |
| Видео                        | 10       |
| Музыка                       | 40       |
| Wi-Fi и просмотр веб-страниц | 10       |
| 3G и просмотр веб-страниц    | 8        |
| LTE и просмотр веб-страниц   | 10       |
| 2G и время разговоров        | 10       |
| В режиме ожидания            | 250      |

### Воспроизведение аудио
- Частотная характеристика: от 1 Гц до 26 кГц[источник не указан 4326 дней]
- Поддерживаемые звуковые форматы: AAC m4a m4v m4r  (от 8 до 320 кбит/с), защищённый AIFF  (для файлов из iTunes Store), HE-AAC, MP3 (от 8 до 320 кбит/с), VBR, Audible (форматы 2, 3, 4, Audible Enhanced Audio, AAX и AAX+), Apple Lossless WAV и Amr
- Настраиваемое пользователем ограничение на максимальную громкость

### ТВ и видео
- Поддержка вывода видео с разрешением до 1080p при помощи цифрового AV-адаптера Apple или VGA-адаптера Apple; с разрешением 576p и 480p через компонентный AV-кабель Apple; с разрешением 576i и 480i через комбинированный AV-кабель Apple (кабели продаются отдельно)
- Поддерживаемые видеоформаты: видео H.264 с частотой развёртки до 720p, 30 кадров/с, основной профиль уровня 3.1 со звуком AAC-LC до 160 кбит/с, 48 кГц, стереозвук в форматах .m4v, .mp4 и .mov; видео MPEG-4 до 2,5 Мбит/с, 640 х 480 пикселей, 30 кадров/с, простой профиль со звуком AAC-LC до 160 кбит/с на канал, 48 кГц, стереозвук в форматах .m4v, .mp4 и .mov; Motion JPEG (M-JPEG) до 35 Мбит/с, 1280 x 720 пикселей, 30 кадров/с, аудио в формате ulaw, стереозвук PCM в формате .avi.

#### Apple Lightning коннектор

Apple Lightning коннектор

iPhone 5s получил разъём для соединения с ей Lightning.

### Датчики
- Трёхосевой гироскоп
- Акселерометр
- Датчик расстояния
- Датчик внешней освещённости
- Дактилоскопический сенсор (Touch ID), встроенный в кнопку Home.

### Предустановленные приложения
В поставку iPhone 5s входит пакет приложений iWork (Keynote, Pages, и Numbers), а также iMovie, iPhoto.

### Системные требования
- Apple ID (требуется для некоторых функций)
- Доступ к сети Интернет
- Для синхронизации с iTunes на Mac или PC требуется:
  - Mac: система Mac OS X 10.6.8 или более поздней версии
  - PC: Windows 10, Windows 8.1/Windows 8, Windows 7, Windows Vista или Windows XP (Service Pack 3)
  - iTunes 11.1 или более поздней версии

### Комплект поставки
- iPhone 5s
- Наушники Apple EarPods
- Адаптер питания
- Кабель Lightning Connector
- Документация
- Скрепка для доступа к лотку Nano-SIM (зависит от региона поставки)
- 2 наклейки Apple (в поздних версиях (2016 г.) отсутствуют)

## Скорость беспроводной связи
| Тип сотовой сети/беспроводной технологии | Класс          | Частоты, на которых работает сеть | Максимальная скорость Downlink (Mbps) | Максимальная скорость Uplink (Mbps) | Современность        |
| ---------------------------------------- | -------------- | --------------------------------- | ------------------------------------- | ----------------------------------- | -------------------- |
| GPRS                                     | 2G (2.5G)      | 850, 900, 1800, 1900 МГц          | 0.04                                  | Неизвестно                          | Технология устарела  |
| EDGE                                     | 2G (2.75G)     | 850, 900, 1800, 1900 МГц          | 0.38                                  | Неизвестно                          | Технология устарела  |
| UMTS                                     | 3G             | 850, 900, 1900, 2100 МГц          | 3.6                                   | Неизвестно                          | Технология актуальна |
| HSDPA/HSUPA                              | 3G (3.5G)      | 850, 900, 1900, 2100 МГц          | 14.4                                  | 5.7                                 | Технология актуальна |
| HSPA+                                    | 3G (3.75G)     | 850, 900, 1900, 2100 МГц          | 21                                    | 5.7                                 | Технология актуальна |
| DC-HSDPA                                 | 3G (3.95G)     | 850, 900, 1900, 2100 МГц          | 42                                    | 5.7                                 | Технология актуальна |
| CDMA EV-DO Rev. A                        | 3G (3.5G)      | 800, 1900 МГц                     | 3.1                                   | 1.8                                 | Технология актуальна |
| CDMA EV-DO Rev. B                        | 3G (3.5G)      | 800, 1900 МГц                     | 4.9                                   | 2.4                                 | Технология актуальна |
| LTE                                      | 4G (4.0G)      | 800, 1900, 2600 МГц               | 100                                   | 100                                 | Технология актуальна |
| Wi-Fi                                    | 802.11 a/b/g/n | 2,4 ГГц и 5 ГГц                   | 100                                   | 100                                 | Технология актуальна |
| Bluetooth 4.0                            | 802.15.4       | 2,4 ГГц                           | 1.0                                   | 1.0                                 | Технология актуальна |

## Производительность
По результатам тестирования в работе с Javascript и HTML 5, iPhone 5s показал наилучший результат по сравнению со смартфонами Motorola Moto X, LG G2, Samsung Galaxy S4, Samsung Galaxy S5, HTC One, а также следующий рост производительности по сравнению с iPhone 5:
- На тест SunSpider iPhone 5s тратит лишь 57 % времени от времени, затрачиваемого iPhone 5 (416ms и 727,5ms)
- На тест Mozilla Kraken iPhone 5s тратит лишь 42 % времени от времени, затрачиваемого iPhone 5 (5904,9ms и 13919,1ms)
- В тесте Google Octane iPhone 5s набирает на 92 % баллов больше по сравнению с iPhone 5 (5500 и 2859)
- В тесте Browsermark 2.0 iPhone 5s набирает на 23 % баллов больше по сравнению с iPhone 5 (3451 и 2800)[12]